# Ziad Jarrah
Ziad Samir Jarrah (arabisk: زياد سمير جراح) (11. maj 1975 – 11. september 2001) var en af de fire mænd, der nævnes af FBI som flykaprere af United Airlines Flight 93 i terrorangrebet den 11. september 2001. Sammen med Mohamed Atta, Marwan al-Shehhi og Ramzi Binalshibh dannede han i 1998, hvad der nu er kendt som The Hamburg Cell. Jarrah fungerede som pilot på United Airlines Flight 93, som en del af angrebene den 11. september. Han menes at have overtaget kontrollen over flyet sammen med de andre flykaprere, der omfattede Saeed al-Ghamdi, Ahmed al-Nami og Ahmed al-Haznawi, der sammen havde gjort et mislykket forsøg på at styrte flyet ned i US Capitol eller Det Hvide Hus.